# Rockville (Nebraska)
Rockville es una villa ubicada en el condado de Sherman, Nebraska, Estados Unidos. Tiene una población estimada, a mediados de 2021, de 89 habitantes.

## Geografía
La localidad está ubicada en las coordenadas 41°7′7″N 98°49′52″O / 41.11861, -98.83111. Según la Oficina del Censo de los Estados Unidos, tiene una superficie de 0.58 km², correspondientes en su totalidad a tierra firme.

## Demografía
Según el censo de 2020, en ese momento había 89 personas residiendo en la localidad. La densidad de población era de 153.45 hab./km². El 95.51% de los habitantes eran blancos, el 3.37% eran amerindios y el 1.12% era de una mezcla de razas. Del total de la población, el 4.49% eran hispanos o latinos de cualquier raza.